# Slavkovice (Vyžice)
Slavkovice je malá vesnice, část obce Vyžice v okrese Chrudim. Nachází se asi 1,5 km na západ od Vyžice. V roce 2009 zde bylo evidováno 26 adres. V roce 2001 zde trvale žilo 46 obyvatel.
Slavkovice leží v katastrálním území Vyžice o výměře 3,41 km².